# (24457) 2000 RX76
2000 أر أكس 76 (ويعرف أيضًا باسم (24457) 2000 أر أكس 76 وفق تسمية الكوكب الصغير) (بالإنجليزية: 2000 RX76)‏ هو كويكب ضمن حزام الكويكبات؛ وترتيبه 24457 من حيث الاكتشاف.
اكتُشف هذا الجُرم الفلكي بواسطة بحث لنكولن عن الكويكبات القريبة من الأرض في 6 سبتمبر 2000.

## وصلات خارجية
- (24457) 2000 RX76 في قاعدة بيانات مختبر الدفع النفاث لأجرام النظام الشمسي الصغيرة

- الاكتشاف · مخطط المدار ·  العناصر المدارية · المعلمات المادية

- (24457) 2000 RX76 على موقع ويكي سكاي: DSS2, SDSS, GALEX, IRAS, Hydrogen α, X-Ray, Astrophoto, Sky Map, Articles and images